# Acanthocinus hutacharerae
Acanthocinus hutacharerae är en skalbaggsart som beskrevs av Makihara 1986. Acanthocinus hutacharerae ingår i släktet Acanthocinus och familjen långhorningar. Inga underarter finns listade i Catalogue of Life.